# Sisko Hanhijoki
Reeta Sisko Hanhijoki z domu Markkanen (ur. 25 kwietnia 1962 w Rautalampi) – fińska lekkoatletka, sprinterka, która specjalizowała się w biegach na 60, 100 i 200 m; brązowa medalistka halowych mistrzostw Europy (1989) w biegu na 60 m, olimpijka z Barcelony (1992). Łącznie zdobyła 28 tytułów mistrzyni kraju na 60, 100 i 200 metrów w hali i na otwartym stadionie w latach 1985-1993.

## Kariera sportowa
Na początku kariery startowała w sztafecie 4 x 100 m na Mistrzostwach Świata w 1983 oraz w biegu na 100 m na Mistrzostwach Europy w 1986, nie docierając jednak do finału. Startowała na 60 i 200 m na Halowych Mistrzostwach Europy w 1988 i Halowych Mistrzostwach Świata w 1989, nie awansując jednak do finału.
Na Halowych Mistrzostwach Europy w 1989 zdobyła brązowy medal na 60 m za Nelli Fiere-Cooman i Laurence Bily. Zajęła również 6. miejsce na 200 m. Na Mistrzostwach Europy w 1990 dotarła do półfinału na 100 m i półfinału na 200 m. Na Halowych Mistrzostwach Świata w 1991  zajęła 8. miejsce na 60 m i 6. na 200 m. Na Mistrzostwach Świata w 1991 dotarła tylko do ćwierćfinału na 100 m i półfinału na 200 m. Brała również udział w sztafecie 4 x 100 m. Na Igrzyskach Olimpijskich w 1992 dotarła do półfinału na 100 i 200 m, ale tylko do I rundy sztafety 4 x 100 m. Zajęła również 8. miejsce na Pucharze Świata IAAF w 1992. Na Halowych Mistrzostwach Świata w 1993 dotarła do półfinału na 60 m i 6. miejsca na 200 m. Na Mistrzostwach Świata w 1993 startowała w sztafecie 4 x 100 m.
Hanhijoki została mistrzynią Finlandii na 100 i 200 m w latach: 1985, 1986, 1988, 1989, 1990, 1991 i 1992. Została również halową mistrzynią Finlandii w biegu na 60 m w latach: 1985, 1987, 1988, 1989, 1990, 1991, 1992 i 1993; a w biegu na 200 m w latach 1985, 1987, 1988, 1989, 1990 i 1991.

## Rekordy życiowe
Rekord życiowy biegu na 60 m (w hali) wynosił 7,20 s i został osiągnięty w lutym 1990 w Nicei. Na 100 me uzyskała czas 11,24 s podczas Mistrzostw Świata w 1991, a na 200 m uzyskała czas 22,81 s w lipcu 1991 w Lappeenrancie. Jest także współwłaścicielką rekordu Finlandii w sztafecie 4 x 100 m.